# Gazela-de-cuvier
Gazela-de-cuvier (Gazella cuvieri) é o nome científico de uma gazela, um mamífero artiodáctilo da família dos bovídeos. É uma espécie endêmica das montanhas da Cordilheira do Atlas e região próxima no Marrocos, Argélia, Tunísia e Saara Ocidental. Na Argélia, é limitada à parte norte, onde tem desaparecido de algumas localidades. Outras populações têm crescido entretanto. Depois de grande declínio na Tunísia devido a caça excessiva na década de 1970, a população começou a aumentar devido a medidas de conservação na região do Parque Nacional Chambi. Pode estar extinta no Sahara Ocidental. A população global estima-se em 1,750–2,950 animais, a maior parte deles na Argélia com 900 a 2000. Habitam vários habitats desde o nível do mar até 2.600 m de altitude, desde florestas abertas de Quercus até desertos e platôs rochosos. Preferem montanhas e platôs com chão rochoso e arenoso, provavelmente devido a menor interferência humana e inacessibiliade.  
É uma das gazelas mais escuras, com pelagem marrom-acinzentada. Ambos os sexos tem chifres e machos são ligeiramente mais pesados entre 20 e 35 kg enquanto as fêmeas possuem 15–20 kg. Gazella cuvieri vive em pequenos grupos contendo geralmente quatro indivíduos, chegando a oito, compostos por ambos os sexos. Os grupos possuem movimentações distintas: alguns são sedentários, outros são nômades ou migratórios. Geralmente passam o dia escondidos em terreno montanhoso e descem para comer nos vales à noite ou de manhã cedo. A alimentação é composta de grama, ervas, arbustos e às vezes invadem plantações, especialmente em áreas de cultivo tradicional de trigo.